# More Fun Than an Open Casket Funeral
More Fun Than an Open Casket Funeral es el segundo álbum de estudio de la banda de crossover thrash de Seattle The Accüsed.
Para John Book, de Allmusic, quien hizo la reseña de este disco, se trata del mejor trabajo que la banda ha sacado y también el mejor álbum donde se combinan el punk y el metal. También, dice que es un álbum esencial para aquellos que se están introduciendo en la escena musical de Seattle por primera vez.

## Lista de temas
- Todos los temas están compuestos por The Accused, excepto "Devil Woman", por Terry Britten.

1. Halo of Flies (The Deadly Blessing)
2. W.C.A.L.T. (We Can All Live Together)
3. Rape (Not a Love Song)
4. Lifeless Zone
5. Scotty
6. Devil Woman
7. Bethany Home (A Place to Die)
8. Mechanized Death (I Love to Drive)
9. S.H.C.
10. Judgement Day
11. Take No Prisoners (No One Left Alive)
12. Splatter Rock
13. Septi-Child
14. I'll Be Glad When You're Dead

## Miembros

### The Accüsed
- Blaine Cook - Voz
- Tom Niemeyer - Guitarra
- Alex "Maggot Brain" Sibbald - Bajo
- Dana Collins - Batería

### Adicionales
- Michael Lord - Sintetizador en "Splatter Rock"
- R.W. - Banjo en "I'll Be Glad When You're Dead"

- Datos: Q6024043